# Campoplex dimidiatus
Campoplex dimidiatus är en stekelart som först beskrevs av Cresson 1864.  Campoplex dimidiatus ingår i släktet Campoplex och familjen brokparasitsteklar. Inga underarter finns listade.